# Enrique Dupuy de Lôme
Pour les articles homonymes, voir Dupuy de Lôme.
Enrique Dupuy de Lôme est un diplomate espagnol né à Valence le 23 août 1851 et mort à Paris le 1er juillet 1904. Ambassadeur aux États-Unis, il est l'auteur de la Lettre de Lôme, qui aboutira au déclenchement de la guerre hispano-américaine entre 1898 et 1901.

## L'affaire de la Lettre de Lôme

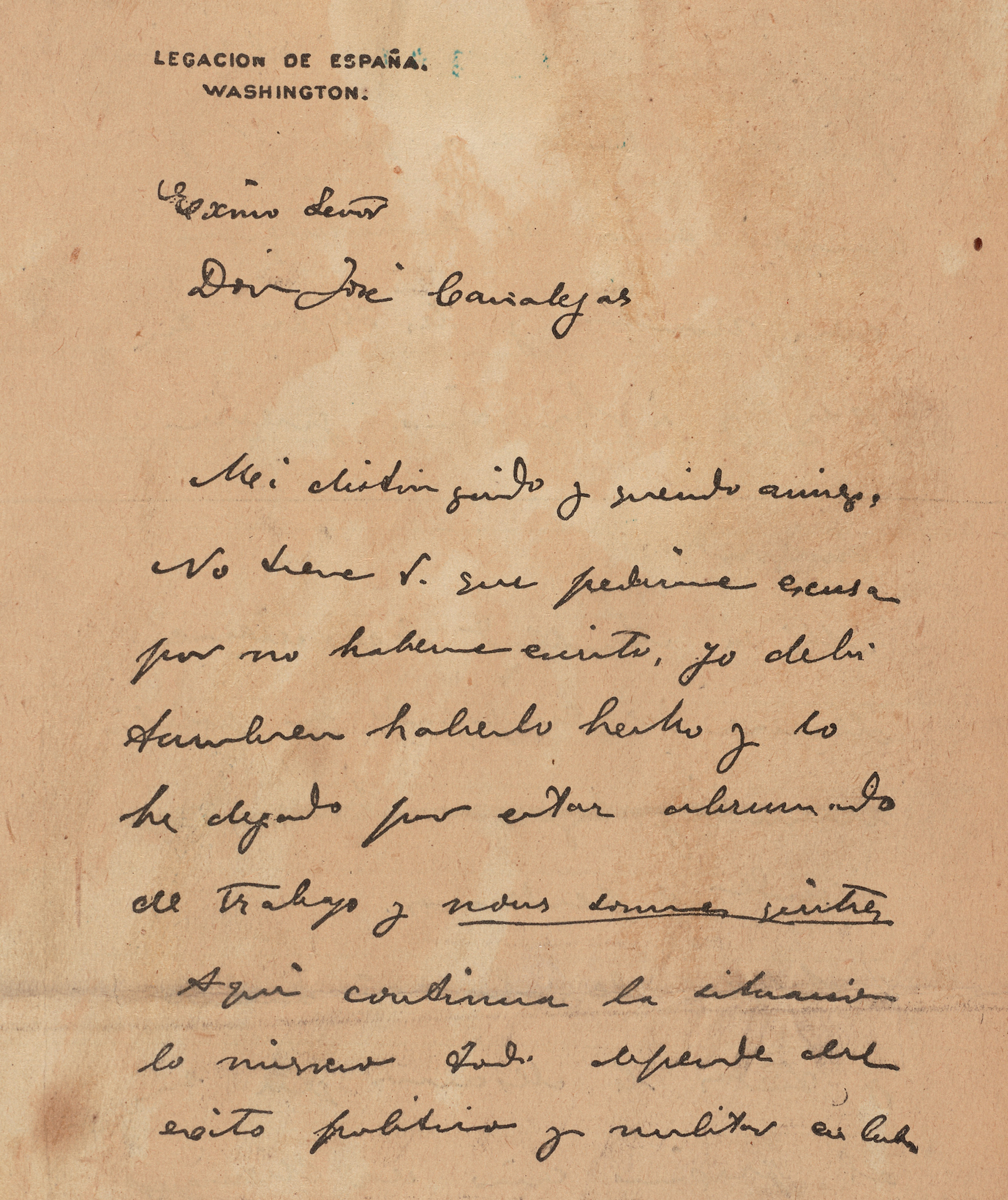
La première page de la Lettre de Lôme

Il est l'auteur d'une lettre adressée au ministre des Affaires étrangères de l'Espagne José Canalejas où il révèle son opinion sur l'implication de l'Espagne à Cuba et sur la diplomatie du président américain William McKinley. Les rebelles cubains ayant intercepté la lettre, ils la transmettent au magnat de presse William Randolph Hearst qui la fait publier dans le New York Journal le 9 février 1898. Celle-ci prélude au déclenchement du conflit le 25 avril 1898.